# Gabriel Miraglia
Gabriel Miraglia (Rio de Janeiro, 2 luglio 1987) è un giocatore di calcio a 5 brasiliano naturalizzato italiano, portiere dell'Altamarca.

## Carriera

### Club
Dopo aver giocato nelle giovanili del suo paese, a inizio 2006 si trasferisce alla Marca Trevigiana, dove dopo un anno conquista la promozione in massima serie.
In bianconero gioca otto stagioni, la maggior parte delle quali da titolare, vincendo due scudetti, altrettante supercoppe ed una Coppa Italia. Nell'estate 2013 con la cessione di Wilhelm conquista la fascia di capitano.
Nel 2014, dopo la chiusura dei trevigiani, si trasferisce a parametro zero allo Sporting Club de Paris.
Dopo un anno in Brasile, nel 2016 firma con il Came Dosson, tornando quindi a giocare nel bel paese, non lontano da dove aveva vissuto per otto anni. Rimane a Treviso una sola stagione, prima di passare al Pesaro.
Nell'estate del 2018 viene tesserato dall'Acqua e Sapone per sostituire l'infortunato Casassa come vice Mammarella. A novembre dello stesso anno torna a vincere un trofeo: la Supercoppa italiana. L'esperienza abruzzese dura tuttavia solo pochi mesi; appena un mese più tardi si trasferisce allo Sporting Altamarca in Serie B.

### Nazionale
In possesso della doppia cittadinanza in virtù delle origini calabresi dei nonni, Miraglia ha fatto parte della nazionale italiana under 21 che ha vinto la medaglia d'argento al campionato europeo 2008 di categoria.

## Palmarès

### Club

#### Competizioni nazionali
- Campionato italiano: 2
Marca: 2010-2011, 2012-13
- Coppa Italia: 1
Marca: 2009-10
- Supercoppa italiana: 3
Marca: 2010, 2011
Acqua e Sapone: 2018
- Campionato di serie A2: 1

Marca: 2006-07
- Campionato di serie B: 1

Altamarca: 2020-2021